# Nasir al-Mulks moské
Nasir al-Mulks moské (persiska: مسجد نصیر الملک), även känd som Rosa moskén, är en moské i Shiraz från qajarernas tid som blev klar år 1888. Moskén byggdes under Nassredin Shahs tid och på order av Mirza Hasan Ali (Nasir al-Mulk). Moskén är känd som Rosa moskén på grund av stor kvantitet av rosa kakel i den. Den är även känd för sina glasmålningar.

## Galleri

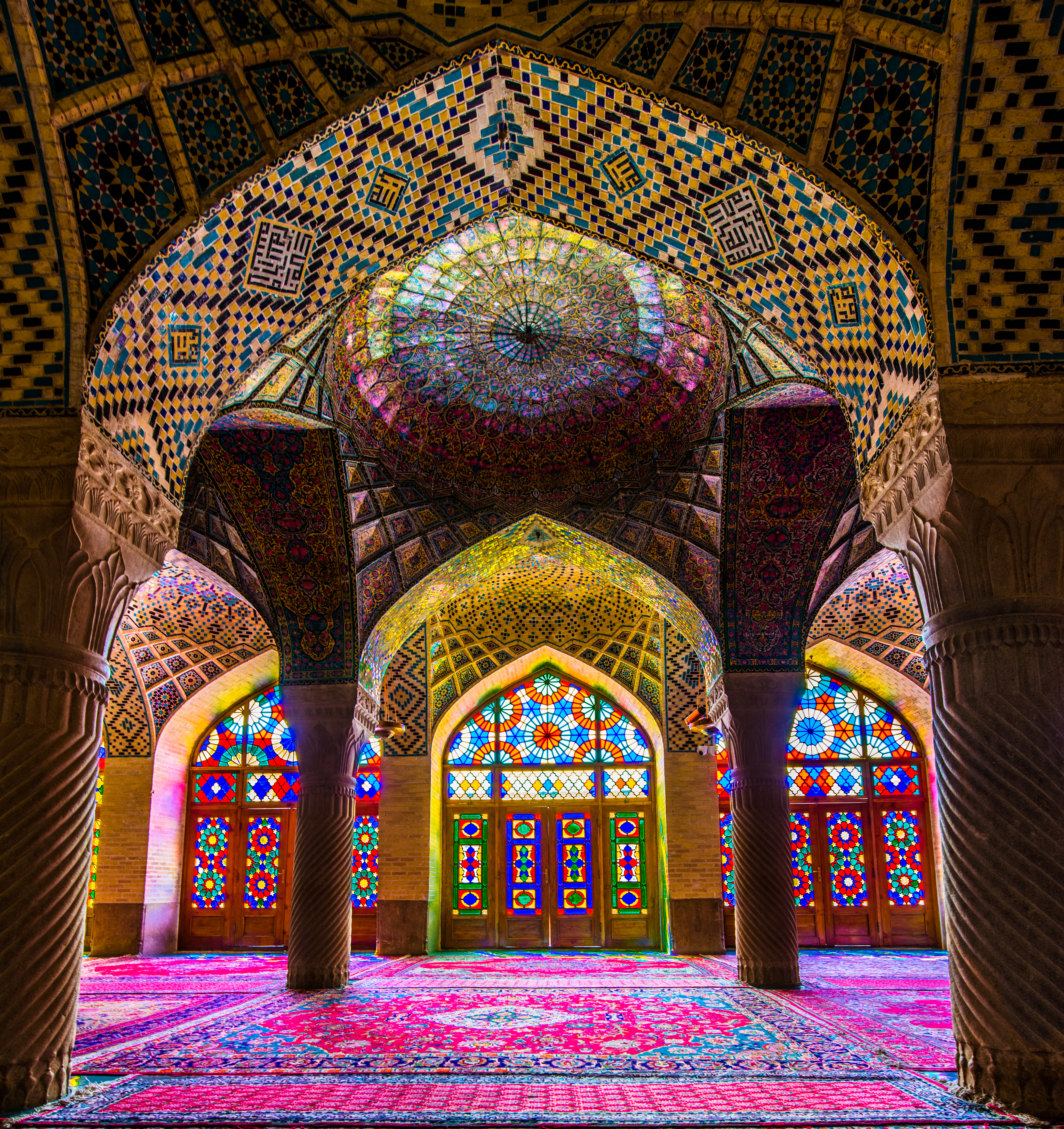
Insidan.
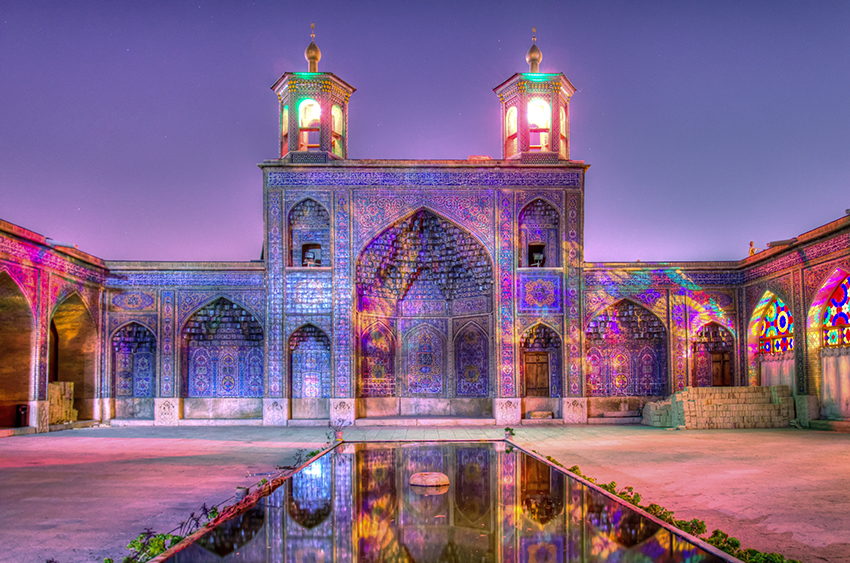
Utsidan på natten.
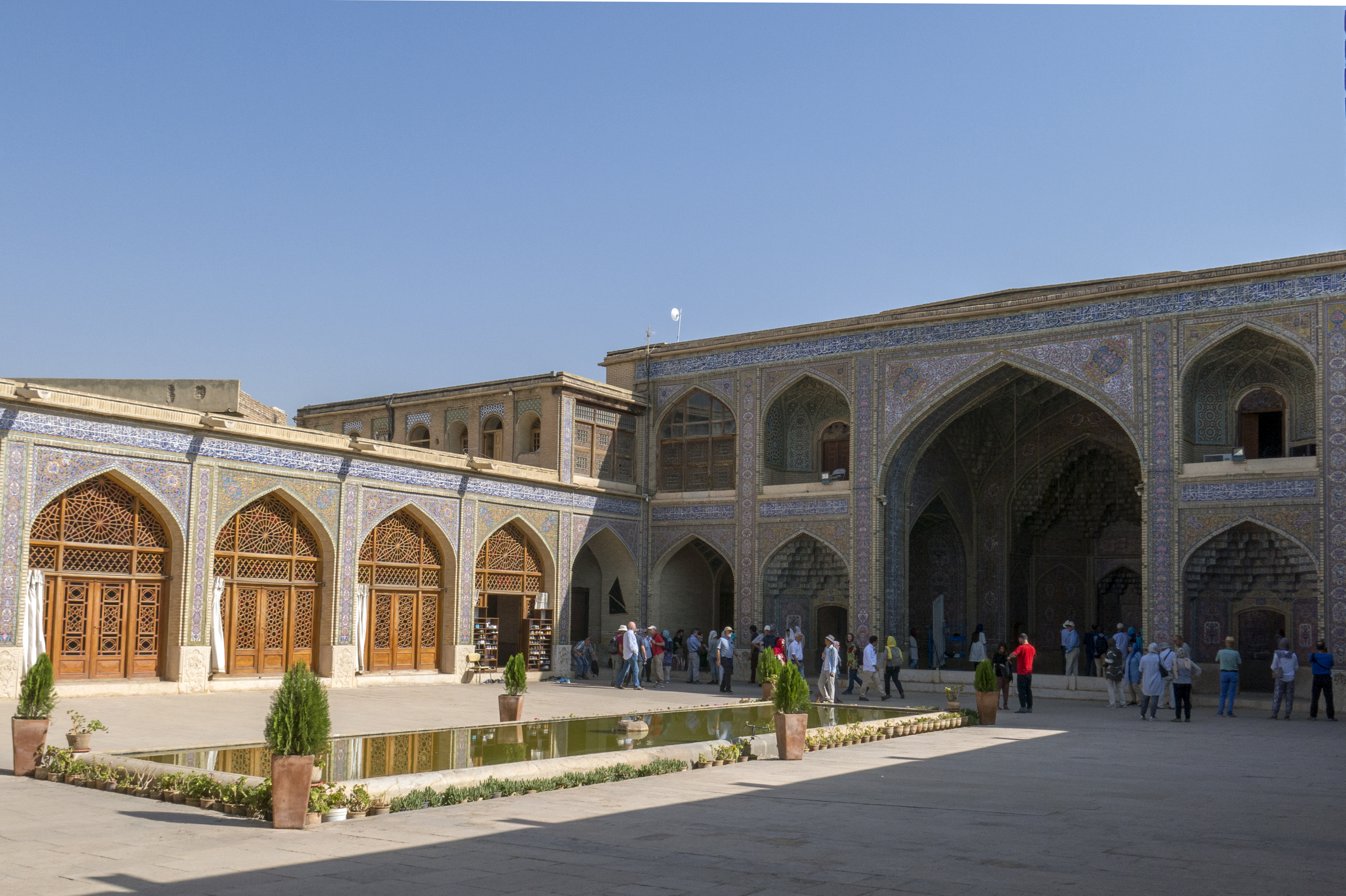
Utsidan på dagen.
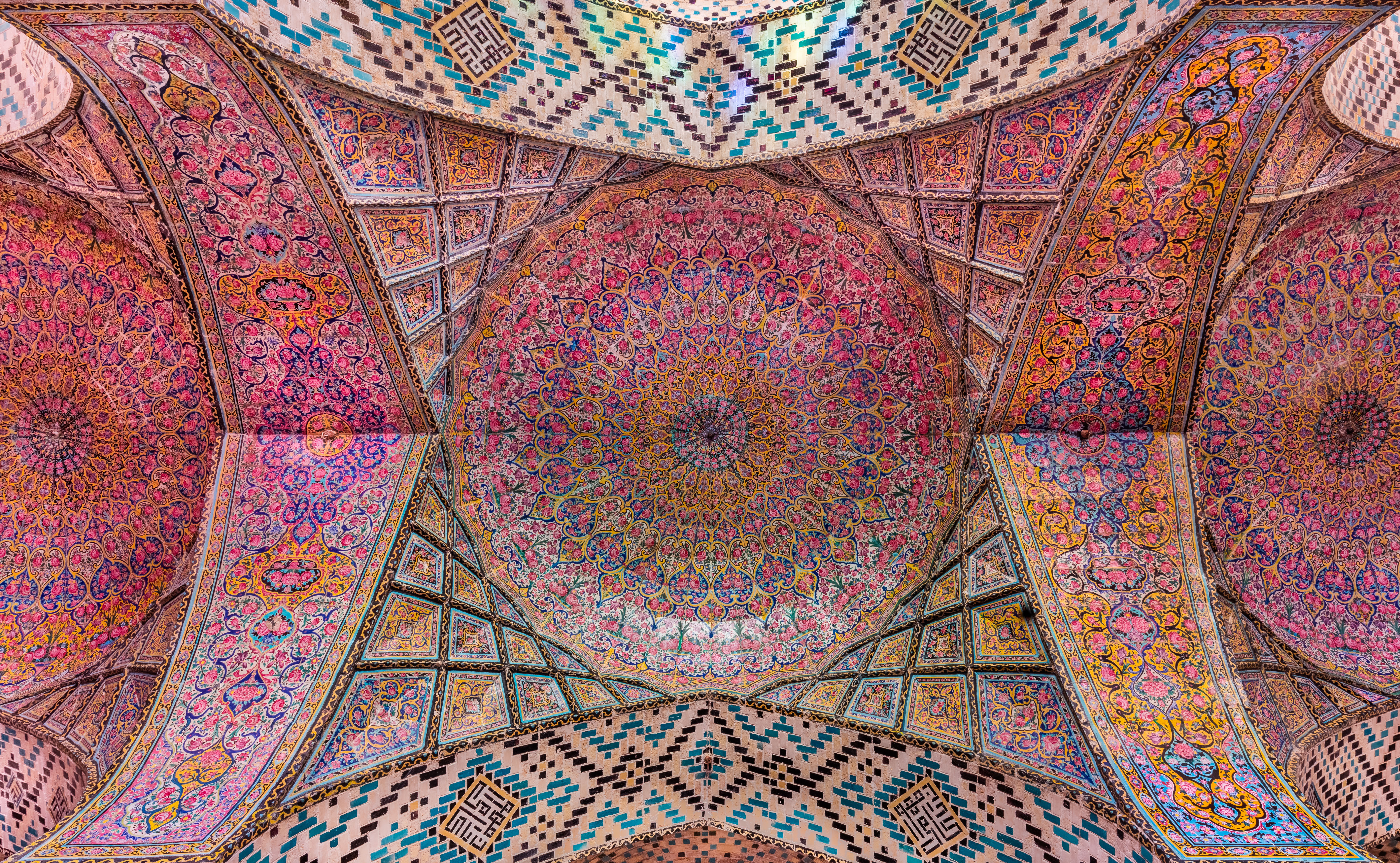
Insidan av taket.